# Cruz de Honra da Guerra Mundial

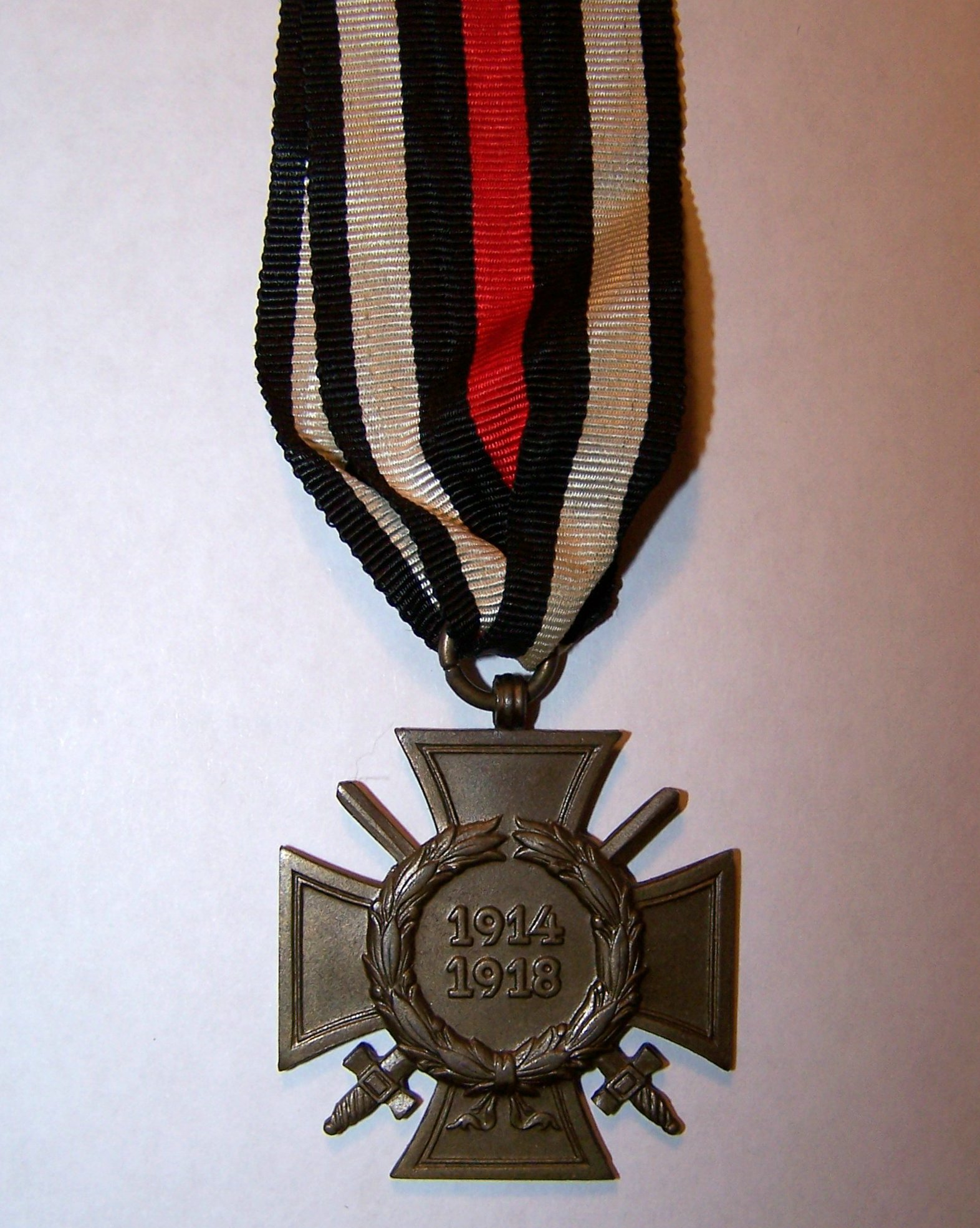
Cruz de Honra

A Cruz de Honra da Guerra Mundial (em alemão:  Ehrenkreuz des Weltkrieges), conhecida popularmente como Cruz de Hindenburg, foi uma medalha comemorativa estabelecida em 13 de julho de 1934 pelo então presidente da Alemanha, Paul von Hindenburg, para homenagear o soldados da Império Alemão que lutaram na Primeira Guerra Mundial.